# الشيعة في اليمن
يعتنق الإسلام الشيعي في اليمن أقلية كبيرة من السكان، وغالبية المسلمين الشيعة في اليمن من الزيديين، في حين أنه توجد أقليات من الاثني عشرية والإسماعيليين. يشكل المسلمون السنة 85٪ من سكان اليمن، في حين أن 15٪ من سكان البلاد من المسلمين الشيعة. يتركز المسلمون الشيعة في الغالب في المناطق الشمالية الغربية من البلاد ، بما في ذلك العاصمة صنعاء و التي تعد من أكثر المناطق كثافة سكانية في اليمن.
تاريخيا، حكم الشيعة الزيديون اليمن لفترات متفرقه حتى عام 1962. خلال هذا الوقت، دافعوا بشراسة عن استقلالهم، وقاوموا القوى الأجنبية مثل الأمويين ومصر والعثمانيين. الفرع الزيدي للإسلام، هو طائفة سائدة بشكل حصري تقريبا في اليمن، مما يجعله سمة مميزة للدين في اليمن.

## سكان
يتألف الدين في اليمن بشكل أساسي من فرعين إسلاميين رئيسيين. ووفقًا لكتاب حقائق العالم الصادر عن وكالة المخابرات المركزية الأمريكية، فإن حوالي 65% من السكان يعتنقون الإسلام السني، بينما يعتنق حوالي 35% منهم الإسلام الشيعي. الغالبية العظمى من السكان الشيعة هم من الزيديين، مع أقليات من الشيعة الإثني عشرية والإسماعيلية. ويشكل الشيعة اليمنيون مجتمعين ثلث سكان البلاد البالغ عددهم 25 مليون نسمة.
يتواجد المسلمون الزيديون بشكل رئيسي في المناطق الشمالية والشمالية الغربية من اليمن، بينما ينتشر الشافعيون، وهم مدرسة فكرية سنية، في الجنوب والجنوب الشرقي. بالإضافة إلى السكان المسلمين، فإن اليمن موطن لعدد صغير من المسيحيين، ويقدر عددهم بحوالي 3000، بالإضافة إلى ما يقرب من 400 يهودي.

## تاريخ
وفقا للروايات التاريخية، تم تصنيف الهويات الإسلامية في اليمن إلى اتجاهين إسلاميين رئيسيين: الزيدية الشيعية والشافعية السنية. كما توجد مجموعات صغيرة من الإسماعيليين الشيعة وبعض الجاليات اليهودية في البلاد. تقع الكثافة السكانية للزيديين تاريخيًا في شمال اليمن، في محافظات صعدة وعمران والجوف وحجة وذمار، وكذلك الشافعية، وهي المدرسة الفقهية السائدة في اليمن السفلي والجزء الشرقي من البلاد وتهامة. ومع ذلك، لا يمكن القول إن الزيديين والشافعيين يعيشون في مناطق منفصلة. على سبيل المثال، تُعرف منطقة صعدة بأنها موطن الزيدية ولكن في بعض المناطق، ولا سيما الحشوة والظاهر وشدا وغمر، يشكل السنة جزءًا كبيرًا من السكان.
الزيديون هم طائفة شيعية تتبع زيد بن علي، حفيد الإمام علي بن أبي طالب، أول أئمة الشيعة. ثار زيد بن علي على الدولة الأموية عام 740 ميلادية بعد مقتل الحسين بن علي في كربلاء، وهو ما اعتبره الزيديون مبررًا لمكانته كإمام شرعي. بذل أول إمام زيدي في اليمن، يحيى بن الحسين (توفي عام 911 ميلادية)، جهودًا لفرض حكمه على القبائل في شمال اليمن.